# Zamānābād-e Moḩammadābād
Zamānābād-e Moḩammadābād (persiska: زَمانابادِ مُحَمَّد آباد, زمان آباد محمّد آباد) är en ort i Iran.   Den ligger i provinsen Hamadan, i den nordvästra delen av landet, 290 km sydväst om huvudstaden Teheran. Zamānābād-e Moḩammadābād ligger 1 681 meter över havet och antalet invånare är 118.
Terrängen runt Zamānābād-e Moḩammadābād är platt åt sydväst, men åt nordost är den kuperad. Runt Zamānābād-e Moḩammadābād är det ganska tätbefolkat, med 104 invånare per kvadratkilometer. Närmaste större samhälle är Azandarīān, 11,4 km norr om Zamānābād-e Moḩammadābād. Trakten runt Zamānābād-e Moḩammadābād består i huvudsak av gräsmarker.